# Eumorphus assamensis subsinuatus
Eumorphus assamensis subsinuatus es una subespecie de coleóptero de la familia Endomychidae.

## Distribución geográfica
Habita en Mindanao Filipinas.